# Palioúri (ort i Grekland, Thessalien)
Palioúri är en ort i Grekland.   Den ligger i prefekturen Nomós Kardhítsas och regionen Thessalien, i den centrala delen av landet, 200 km nordväst om huvudstaden Aten. Palioúri ligger 240 meter över havet och antalet invånare är 523.
Terrängen runt Palioúri är kuperad åt sydväst, men åt nordost är den platt. Runt Palioúri är det glesbefolkat, med 11 invånare per kvadratkilometer. Närmaste större samhälle är Karditsa, 16,9 km norr om Palioúri. 